# シュッツェンミーネ42
シュッツェンミーネ42（ドイツ語: Schützenmine 42）とは第二次世界大戦中に用いられたドイツの対人地雷であり、シューミーネ42（Schu-Mine 42）との略称でも呼ばれる。シュッツェは（小銃の）射手ないし歩兵を示し、シュッツェンミーネは「対歩兵爆雷」程度の意味となる。簡易な木製の箱にヒンジのついた蓋を付け、200gのキャスト状TNTとZZ-42式雷管を収容している。蓋に設けられた切れ込みにより撃針保持ピンが押し下げられる。蓋の上にかけられた充分な圧力がピンを外し、撃針を解放する。これが雷管を起爆させる。全体の構造は、ソ連が1939年の冬戦争で初めて実戦投入したPMD-6対人地雷に類似している。
本地雷は生産するにあたり安価で、多量に投入された。また非金属性地雷のさきがけの例として、初期の金属探知機では探知が難しかった。金属の存在は雷管内に用いられた少量の金属のみである。
戦訓では、地雷探知機が何らかの反応を得る前に、そのサーチコイルがこの地雷の極めて近くを通らなければならないことを示している。金属破片などを含む地面を捜索する場合、探知はさらに難しくなった。またシュッツェンミーネ自体が比較的小型であることも、観測や探索での探知を難しいものとした。
オーヴァーロード作戦の最中、イギリスではこれらを見つけだすため、爆発物探知犬の投入に頼った。